# 瓦爾斯圖

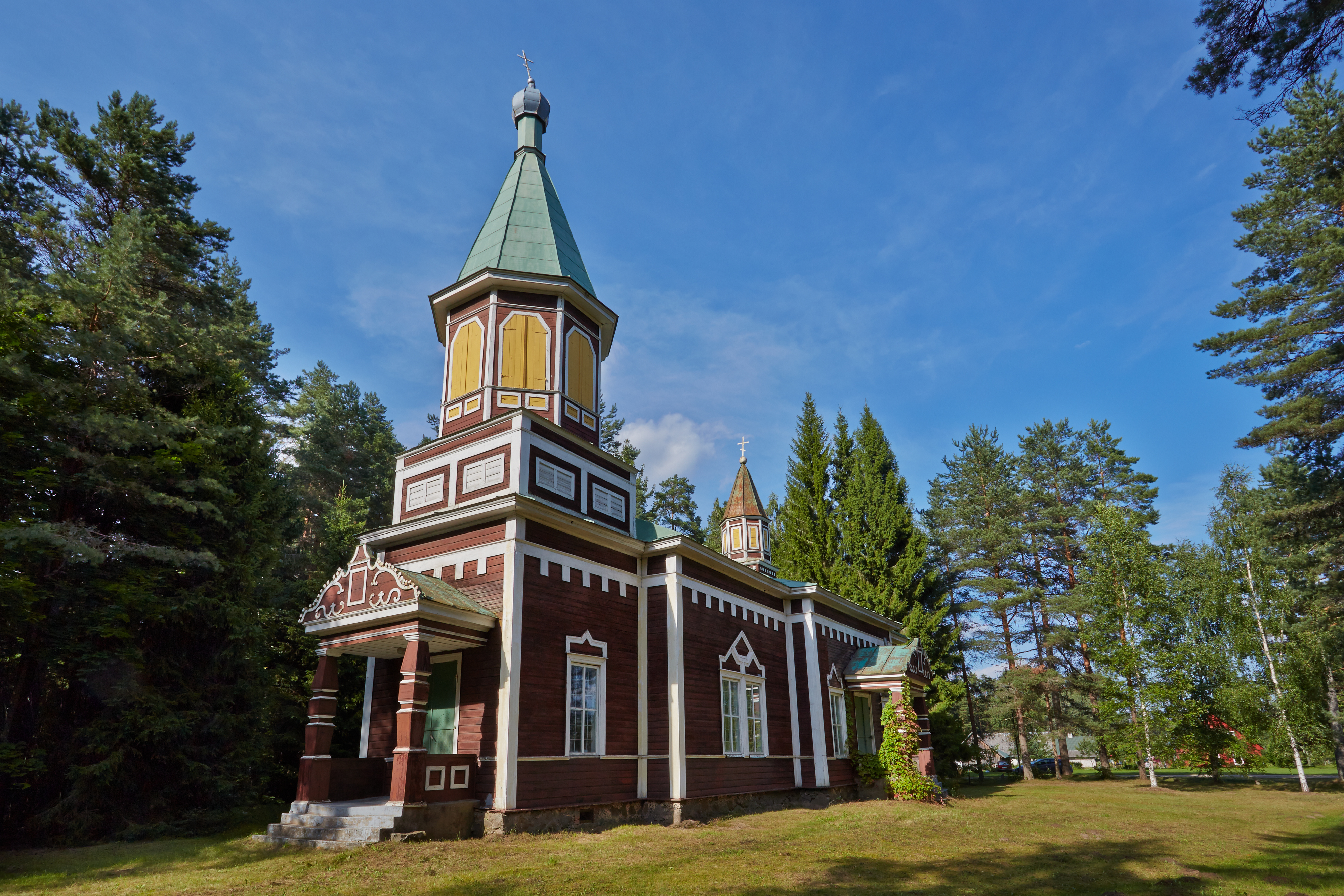
镇上的东正教堂

瓦爾斯圖，是愛沙尼亞沃魯縣勒乌格市镇内的小鎮，位於該國東南部，曾是原瓦爾斯圖市镇的行政中心，處於首都塔林東南面230公里，海拔高度84米，2012年該小鎮人口437。
57°38′21″N 26°39′35″E / 57.63917°N 26.65972°E